# Замок Белгард
Замок Белгард (англ. Belgard Castle) — один із замків Ірландії, розташований в графстві Дублін.

## Історія замку Белгард
Замок Белгард являє собою великий триповерховий будинок, побудований у XVIII столітті прикріплено до давньої середньовічної вежі. Вежа має готичну архітектуру, частково перебудована в стилі часів короля Георга. Вежа має готичні вікна і бійниці. Замок Белгард нині є штаб-квартирою компанії «CRH Holdings». У замку колись жила родина Талбот, що відома як Талбот Белгард, що жили в замку як мінімум з XV століття. Родина Талбот Белгарт постійна мусила захищати себе і свій замок від нападів ірландських кланів, що вважали цю землю своєю і намагались її відбити в англійських колоністів. Замок Белгард вперше згадується в історичних джерелах в кінці XV століття. Пізніше замок був резиденцією Роберта Талбота — сина і спадкоємця Джона Талбота Фелтріма, що родом з земель біля Малахайду.
За часів короля Англії Карла І і під час громадянської війни на Британських островах (так званої «Війни Трьох Королівств») Джон Талбот Белгард підтримав сторону конфедератів-католиків. Після перемоги Олівера Кромвеля його маєтки були конфісковані. Джон Талбот Белгард був роялістом і змушений був тікати за море — до Фландрії, де найнявся на війну в Фландрії. Після реставрації монархії маєтки йому повернули «по причині, що він від короля особливим чином заслуговує на милість і благовоління». Після «славної революції» під час подальших війн в Ірландії полковник Джон Талбот Белгард підтримував короля Джеймса II і брав участь у битвах на річці Бойн і під Авгрімом. Після поразки Джеймса ІІ Джон Талбот знову втратив всі свої маєтки. Є документи, які свідчать, що полковник Джон Талбот фігурує в договорі заключному в Лімерику. Він був останнім з Талботів Белгардських, і після його смерті в 1697 році, не лишилося спадкоємця чоловічої статі, його замок і маєток перейшов до родини Діллон. Згодом маєток і замок перейшов у володіння старшого сина полковника Діллона — Генрі Діллона, що одружився з міс Мур. Він був людиною дуже багатою, і відрізнявся великою гостинністю. У нього був парк з оленями і стрілецький будиночок в Таллахт-хіллс, недалеко від Баллінаскорні.
Замок Белгард після цього змінив багатьох власників. Ним володіли родини: Трант, Круз, Кеннеді, Лоуренс. Доктор Еворі Кеннеді був президентом Королівського коледжу лікарів в Ірландії. Його онук сер Генрі Лоуренс був засновником британського правління в Пенджабі і захисником Лакхнау. Пейдж Дікінсон — архітектор і видатний діяч в часи короля Георга — ще один онук доктора Кеннеді, народився в замку Белгард. Вдова сера Генрі Лоуренса продала замок Белгард родині Мод у 1910 році.